# Вікно (Чернівецький район)
Вікно́ (рум. Ocna) — село в Україні, у Чернівецькому районі Чернівецької області. Центр Вікнянської сільської громади.
Назва села походить від слова «вікниця», «вікнина», яким називають плеса води серед заростів осоки, що не замерзають узимку.
Колишня залізнична станція Вікна Буковини.

## Археологічні розвідки

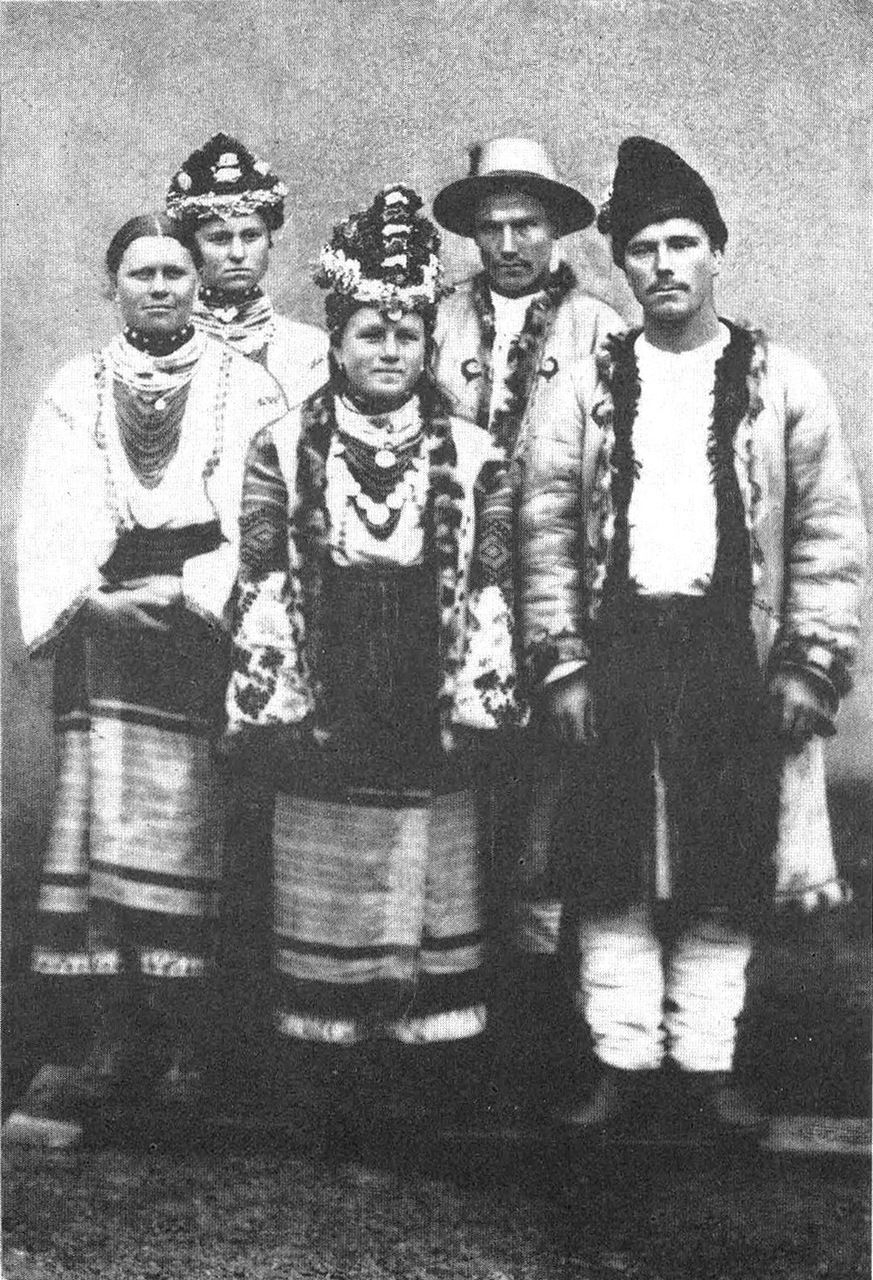
Молодята з села Вікно Чернівецької області

На південній околиці села виявлено залишки поселення та курганний могильник ранньоскіфського часу. В 1960 році в одному з розкопаних курганів виявлені рештки тризни. Того ж року в урочищі Мартинівка розкопано залишки дерев'яної церкви XII—XII століть, підлога якої вистелена глиняними полив'яними плитками. На території церкви знайдено кам'яну гробницю давньоруського часу. Там же виявлені рештки села XII—XVII століть.

## Історія
В історичних джерелах Вікно вперше згадується в 1591 році під назвою Мартинівка. Власне назва села зустрічається вперше 1652 року. Під час російсько-турецької війни 1739 року через Вікно проходили частини російської армії під командуванням Мініха. У 1887—1911 роках у місцевій трикласній школі вчителював відомий буковинський вчитель-просвітитель Іван Бажанський.

## Населення
Згідно з переписом УРСР 1989 року чисельність наявного населення села становила 1686 осіб, з яких 756 чоловіків та 930 жінок.
За переписом населення України 2001 року в селі мешкали 1582 особи.

### Мова
Розподіл населення за рідною мовою за даними перепису 2001 року:
| Мова       | Відсоток |
| ---------- | -------- |
| українська | 99,37 %  |
| російська  | 0,50 %   |
| білоруська | 0,06 %   |
| болгарська | 0,06 %   |

## Цікаві місця
Знамените Вікно, передусім, романтичним Палацом де Зотта (інші назви — палац Зотта, замок Вільбург). Див. також Вікнянський парк і Джерело «Вікно».
Неподалік від села розташована могила козакам Петра Сагайдачного.

## Відомі люди
- Василь Бабух — український поет, прозаїк, публіцист, редактор, майстер художньої фотографії, заслужений журналіст України.
- Бабух Василь Манолійович (1971—2015) — вояк Збройних сил України, учасник російсько-української війни 2014—2018[4].
- Дашкевич Іван Михайлович — фундатор василіянських монастирів Поділля.[5]
- Василь Джуран (* 1 січня 1957, с. Вікно Заставнівського району Чернівецької області) — український журналіст, поет, публіцист, редактор.
- Черський Василь — український військовий діяч, отаман, командир 3-ї Бережанської та Гірської бригад УГА.
- Шевчукевич Ольга Іванівна — Педагог, літератор, громадська діячка. Дочка письменника І. Бажанського. Дружина лікаря, скульптора О. Шевчукевича. Народилася 01.02.1904 р. у с. Вікно, тепер Заставнівського району. Початкову освіту здобуда у Вікні, середню — у Вашківцях. Закінчила філософський факультет Чернівецького університету, працювала в школах Буковини. Вірші, оповідання, етнографічні матеріали друкувала у журналі «Жіноча доля». Брала участь у жіночому русі, дружила з О. Кобилянською. У праці «Шляхами поколінь» відтворила історію Буковини. Написала спогади про О. Кобилянську, Н. Кобринську, Д. Косарика, Є. Ліпецького, К. Дзержика, В. Стефаника, І. Карбулицького, І. Синюка, Сергія і Ярему Канюків, П. Тичину. Авторка матеріалів «Соціальне становище жінки в румунському фольклорі», «Жіноча доля в поезіях Федьковича», циклу «Листи до жінок», драм «Єва», «Друг». Померла 27.02.1984 р. Юхим Гусар.